# Stephan Cohn-Vossen
Pour les articles homonymes, voir Vossen.
Stephan Cohn-Vossen (né à Breslau le 28 mai 1902 et mort à Moscou le 25 juin 1936) est un mathématicien allemand.

## Biographie
Stefan Cohn-Vossen obtient son doctorat en 1924 à l'université de Breslau sous la direction d'Adolf Kneser. En 1929, il obtient son habilitation à l'université de Göttingen sous la direction de Richard Courant. En 1930, il obtient également son habilitation à l'université de Cologne et y enseigne comme maître de conférences.
Avant l'arrivée des nazis, il est chargé de cours dans un gymnasium de Locarno, en Suisse. Le 2 mai 1933, les nazis le mettent en congé en raison de la loi rétablissant la fonction publique professionnelle, car Cohn-Vossen est juif et communiste, puis le démet de ses fonctions en septembre. En 1934, il est professeur à Zurich. La même année, il se rend en Union soviétique, où en 1935 il devient professeur à l'université de Leningrad et employé à l'Institut de mathématiques Steklov et en 1936, après que l'institut soit transféré à Moscou. Il meurt d'une pneumonie le 25 juin 1936.
À la suite de Wilhelm Blaschke, Cohn-Vossen s'est par exemple occupé des propriétés de rigidité des surfaces, puis plus tard principalement de la géométrie différentielle « à grande échelle ». Il a notamment prouvé le théorème de Cohn-Vossen. En 1932, son livre avec David Hilbert Anschauliche Geometry est publié, il est considéré comme l'un des meilleurs livres d'introduction à la géométrie.